# Combretum platypterum
Combretum platypterum är en tvåhjärtbladig växtart som först beskrevs av Friedrich Welwitsch, och fick sitt nu gällande namn av John Hutchinson och Dalz.. Combretum platypterum ingår i släktet Combretum och familjen Combretaceae. Inga underarter finns listade i Catalogue of Life.